# Helina bigoti
Helina bigoti este o specie de muște din genul Helina, familia Muscidae, descrisă de Malloch în anul 1934. Conform Catalogue of Life specia Helina bigoti nu are subspecii cunoscute.